# Area 22 di Brodmann
L'area 22 di Brodmann è uno dei campi citoarchitettonici del cervello identificati dall'anatomista e istologo Korbinian Brodmann. Ha un ruolo predominante nella comprensione della parola udita e di altri suoni.

## Negli esseri umani
Quella definita da Brodmann come area 22 del cervello è una regione del lobo temporale del cervello umano. Sul lato sinistro del cervello (nei destrimani) quest'area ha un ruolo importante nella generazione e comprensione delle singole parole. Sul lato destro del cervello aiuta a distinguere le differenze tra melodia, pitch, intensità del suono, prosodia. La stragrande maggioranza dei ricercatori in ambito neurologico sostengono che questa parte del cervello è la principale zona per il processamento del linguaggio.
Quest'area è nota anche come l'area temporale superiore 22, e si riferisce a una suddivisione della corteccia cerebrale temporale definita dalla citoarchitettonica. Negli esseri umani corrisponde all'incirca ai due terzi caudali del giro temporale superiore. Confina rostralmente con l'area temporopolare 38 (H), medialmente con l'area posteriore transversa temporale 42 (H), ventrocaudalmente con l'area media temporale 21 e dorsocaudalmente con l'area sopramarginale 40 (H) e con l'area angolare 39 (H) (Brodmann-1909).
La sezione posteriore  della area 22 di Brodmann ospita l'area di Wernicke (ma più comunemente questo avviene soltanto nell'emisfero cerebrale sinistro).

## Cercopiteco
L'Area 22 di Brodmann è una suddivisione della corteccia cerebrale dei cercopitechi sulla base della citoarchitettura. Dal punto di vista della citoarchitettura è  omologo all'area temporale superiore 22 umana del (Brodmann-1909). Caratteristiche distintive  (Brodmann-1905): in confronto all'Area di Brodmann 21-1909 lo spessore corticale dell'area 22 è maggiore; la densità cellulare è complessivamente ridotta, lo strato granulare interno (IV) è addirittura meno sviluppato con meno cellule; non si può rilevare un confine tra lo strato piramidale interno (V) e lo strato multiforme (VI); come nell'area 21, le cellule ganglionari dello strato V sono numerose e sono disposte adiacentemente al suo confine con lo strato IV, ma sono più grasse e più piramidali nella forma; le cellule polimorfiche dello strato multiforme (VI) diventano gradualmente più numerose mentre su procede in profondità e cede il passo ad un ampio sottostrato 6b di cellule fusiformi mentre ci si avvicina al confine della corteccia con la sostanza bianca subcorticale.